# Ilja Ponomariow
Ilja Władimirowicz Ponomariow (ros. Илья Владимирович Пономарёв; ur. 6 sierpnia 1975 w Moskwie) – rosyjski fizyk, przedsiębiorca i polityk, poseł do Dumy Państwowej Federacji Rosyjskiej.

## Życiorys
Ilja Ponomariow urodził się 6 sierpnia 1975 roku w Moskwie. W młodości był zastępcą szefa sztabu ds. ideologii w moskiewskiej organizacji pionierów, ale przyczynił się do rozwiązania organizacji po wprowadzeniu wojsk do Wilna w 1991 roku. Był jednym z liderów antysystemowego, młodzieżowego Frontu Lewicy. Mając 14 lat zaczął zarabiać oferując usługi informatyczne, a w wieku 16 lat otworzył własną firmę. W 1995 roku zajął się tworzeniem sieci komputerowych w dużych rosyjskich przedsiębiorstwach, próbował także uruchomić telewizję internetową. Studiował fizykę na Uniwersytecie Moskiewskim, a następnie w latach 1998–2001 pracował w koncernie naftowym Jukos. Po odejściu z Jukosu zaczął pracę dla różnych przedsiębiorstw.
Odchodząc z biznesu do polityki deklarował się jako komunista, w 2003 roku został dyrektorem Centrum Informacyjno-Technologicznego Komunistycznej Partii Federacji Rosyjskiej, odpowiadał m.in. za tworzenie partyjnego portalu internetowego. Rozczarowany uległą wobec władz postawą partii, rozstał się z nią po wyborach do Dumy z 2003 roku i został działaczem opozycyjnej Sprawiedliwej Rosji. W 2006 roku przekształcił Front Lewicy, odbierając mu charakter organizacji młodzieżowej. W późniejszych latach został członkiem Rady Centralnej Sprawiedliwej Rosji, a w 2007 roku posłem do Dumy Państwowej z jej ramienia.
W 2012 roku, po wybraniu Władimira Putina na trzecią kadencję prezydencką, brał udział w antyprezydenckich protestach, a następnie sprzeciwiał się ustawie umożliwiającej karanie wysokimi grzywnami uczestników antyrządowych protestów. Na forum Dumy nazwał prezydencką Jedną Rosję „partią oszustów i złodziei”, za co otrzymał zakaz występowania w parlamencie przez miesiąc.
W 2013 roku służby śledcze zaczęły badać działalność fundacji Skołkowo i oskarżyły jej ówczesnego wiceprezesa Aleksieja Bieltiukowa o defraudację w latach 2010–2012 750.000 dolarów, które przekazał on Ponomariowowi za wygłoszenie 10 wykładów i pracę naukową w USA. Ponomariow udowadniał wówczas, że pieniądze przeznaczył na cele zgodne z przeznaczeniem umowy. Pomimo tego w sierpniu 2013 roku sąd nakazał mu wpłatę na rzecz fundacji 2,7 mln rubli.
20 marca 2014 roku jako jedyny zagłosował przeciw włączeniu Krymu do Federacji Rosyjskiej, choć nie zakwestionował zgodności krymskiego referendum z prawem, ani nie zanegował sensu samej inkorporacji tego regionu. W wydanym oświadczeniu Ponomariow skrytykował jedynie nadmierny pośpiech przy podejmowaniu decyzji, sugerując konieczność uprzedniej obserwacji sytuacji międzynarodowej wokół Krymu, co miałoby poprawić stosunki rosyjsko-ukraińskie i zapobiec zbliżeniu Ukrainy do NATO. Po głosowaniu członkowie Liberalno-Demokratycznej Partii Rosji zapowiedzieli, że zamierzają złożyć 7 kwietnia wniosek o pozbawienie Ponomariowa mandatu.
26 marca 2015 roku prokuratura zwróciła się do Dumy z wnioskiem o pozbawienie Ponomariowa immunitetu w związku ze sprawą fundacji Skołkowo. 7 kwietnia Duma pozbawiła Ponomariowa immunitetu przy jednym głosie sprzeciwu i trzech wstrzymujących się. Ponomariow w reakcji podkreślił, że większość zasądzonej kwoty spłacił fundacji, a pozbawienie immunitetu uznał za przejaw bezprawia. W chwili głosowania przebywał w USA, decyzję o powrocie do kraju uzależnił od dalszego rozwoju wydarzeń. Latem 2015 media donosiły, że George Soros powierzył mu zadanie nadzorowania wydobycia gazu łupkowego w Polsce i na Ukrainie.
Żonaty, ma syna i córkę.